# Fiat Polski 508/518
Le Fiat-Polski 508/518 était un véhicule militaire hybride développé en Pologne avec les éléments des deux modèles automobiles Fiat 508 et 518. 

## Histoire
L'armée polonaise recherchait un véhicule léger capable de transporter des remorques équipées de canons de 37 mm et leur stock de munitions.
Ne pouvant acquérir ce type de véhicule à l'étranger, il fut demandé au constructeur Fiat Polski, via l'organisme d'Etat PZinz, de le concevoir à partir des éléments disponibles déjà en fabrication dans l'usine Państwowe Zakłady Inżynierii - PZinz de Varsovie en Pologne.
Il en résulta un mélange entre les automobiles Fiat Polski 508 et 518. Le châssis, le moteur, la boîte de vitesses, la direction et une parie de la carrosserie de l'avant du nouveau véhicule étaient empruntés au modèle 508, la partie arrière du châssis raccourci,  l'essieu et le mécanisme autobloquant, à la 518.
Le prototype fut présenté en 1935 et fut soumis aux tests et essais de fiabilité jusqu'en 1937 après avoir parcouru plus de 10.000 km en tout chemin. La fabrication débuta en 1937 et le modèle connut plusieurs variantes dont véhicule radio, toutes destinées aux militaires.
L'utilisation la plus courante fut en tracteur d'artillerie mais on le trouva également comme transport de troupes avec 5 soldats et 80 boîtes de munitions. Peu d'informations quant au nombre précis d'exemplaires fabriqués n'a été divulguée mais plusieurs sources concordent sur un nombre au moins de 2.000 exemplaires. 

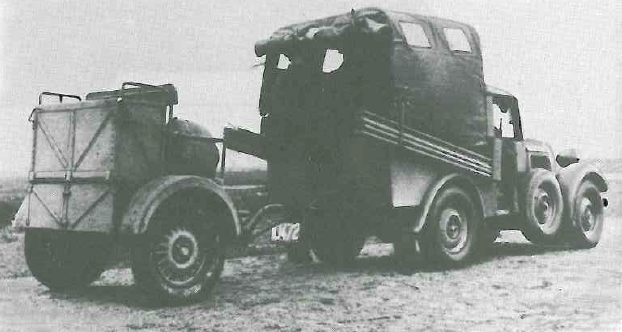
Une Polski-Fiat 508/518 avec sa remorque

## Caractéristiques techniques
- Moteur : Fiat 108, 4 cylindres en ligne, refroidi par eau, 995 cm3, taux de compression: 5,80:1,
- Puissance : 20 HP à 3 400 tr/min,
- Embrayage : à sec,
- Boîte de vitesses : 4 rapports avec 3e et 4e synchronisées,
- Suspensions : Avant : essieu rigide avec ressorts à lames et amortisseur hydraulique - Arrière : essieu rigide avec ressorts à lames et amortisseurs hydrauliques,
- Freins : système hydraulique sur les 4 roues, assistant de freinage - Frein à main,
- Pneus : polonais Stomil 4,00 x 17
- Charge utile tractée : 1 400 kg,
- Vitesse maximale : 70 km/h
- Consommation : environ 10 l/100 km